# Chan Kwok-Kwan
Chan Kwok-Kwan (Chino: 陳國坤; Hong Kong, 1 de agosto de 1975), también conocido como Danny Chan, es un actor, coreógrafo y cantante chino.
Solista de la banda de rock "Poet", Kwok-Kwan ha intervenido en películas como Siu lam juk kau y Kung Fu Sion, ambas dirigidas por Stephen Chow. En 2008 estrenó la serie de televisión china La leyenda de Bruce Lee.
Es conocido por su parecido a Bruce Lee y por interpretar algunas películas basadas en él. Chan también practica Jeet Kune Do, el arte marcial creado por Bruce Lee.

## Trayectoria
Chan comenzó su carrera como vocalista de la banda de rock Poet. También interpretó papeles menores en varias películas de Hong Kong.  Saltó a la fama por su actuación en dos películas dirigidas por Stephen Chow : como el portero "Empty Hand" en Shaolin Soccer (2001) y como el jefe de la banda Axe, Brother Sum, en Kung Fu Hustle (2004). En 2008, debido a su parecido con Bruce Lee , fue elegido para interpretar al famoso artista marcial en la serie de televisión biográfica The Legend of Bruce Lee.
Chan retomó su papel de Lee en la película de 2015, Ip Man 3, que se basa vagamente en la vida del mentor de Lee. Repitió el papel en la película de 2019, Ip Man 4, la última entrega de la franquicia.

## Vida personal
Chan está casado con la actriz hongkonesa Emme Wong desde 2014. Ha generado controversia por su postura pro-Pekín tras expresar su apoyo a la Policía de Hong Kong durante las protestas de 2019-2020 . Publicó en redes sociales que la policía no debería ser indulgente con los manifestantes ni dejar ir a ninguno.

## Filmografía
| 1995 | Lost Boys in Wonderland       |
| 1996 | Young and Dangerous 3         |
| 1999 | Sealed with a Kiss            |
| 2001 | Bullfts of Love               |
| 2001 | Siu lam juk kau               |
| 2002 | Los cazavampiros de Tsui Hark |
| 2002 | Yul mun gai bo bil            |
| 2004 | Kung Fu Sion                  |
| 2005 | Where is Mama's Boy?          |
| 2006 | Duk haan yum cha              |
| 2007 | Sum segum si sing             |
| 2008 | La leyenda de Bruce Lee (TV)  |
| 2015 | Ip Man 3                      |
| 2018 | Kung fu League                |
| 2020 | Ip Man 4:The finale           |

## Premios y nominaciones

#### Premios
- Gong fu (Kung Fu Hustle). Mejor película de habla no inglesa en la 63ª edición de los Premios Globos de Oro (2006).[4]
- Gong fu (Kung Fu Hustle). Mejor película de habla no inglesa en los Premios BAFTA 2006: Premios de la academia de cine y televisión británica (Películas y series del 2005).[4]

#### Nominaciones
- Premios de Cine de Hong Kong, 2005 Mejor actor de reparto, Kung Fu Hustle.
- Asociación de Críticos de Chicago - Año 2005. Mejor película de habla no inglesa.
- Asociación de Críticos de Boston 2005. Mejor película extranjera.
- Satellite Awards:
  - Mejor película Comedia o Musical
  - Mejor actriz de reparto - Comedia o Musical (Yuen Qiu)
  - Mejor fotografía (Poon Hang-Sang)
  - Mejor montaje (Angie Lam)
  - Mejor sonido (Paul Pirola)
  - Mejores efectos visuales (Frankie Chung)